# Крепость Святого Димитрия Ростовского

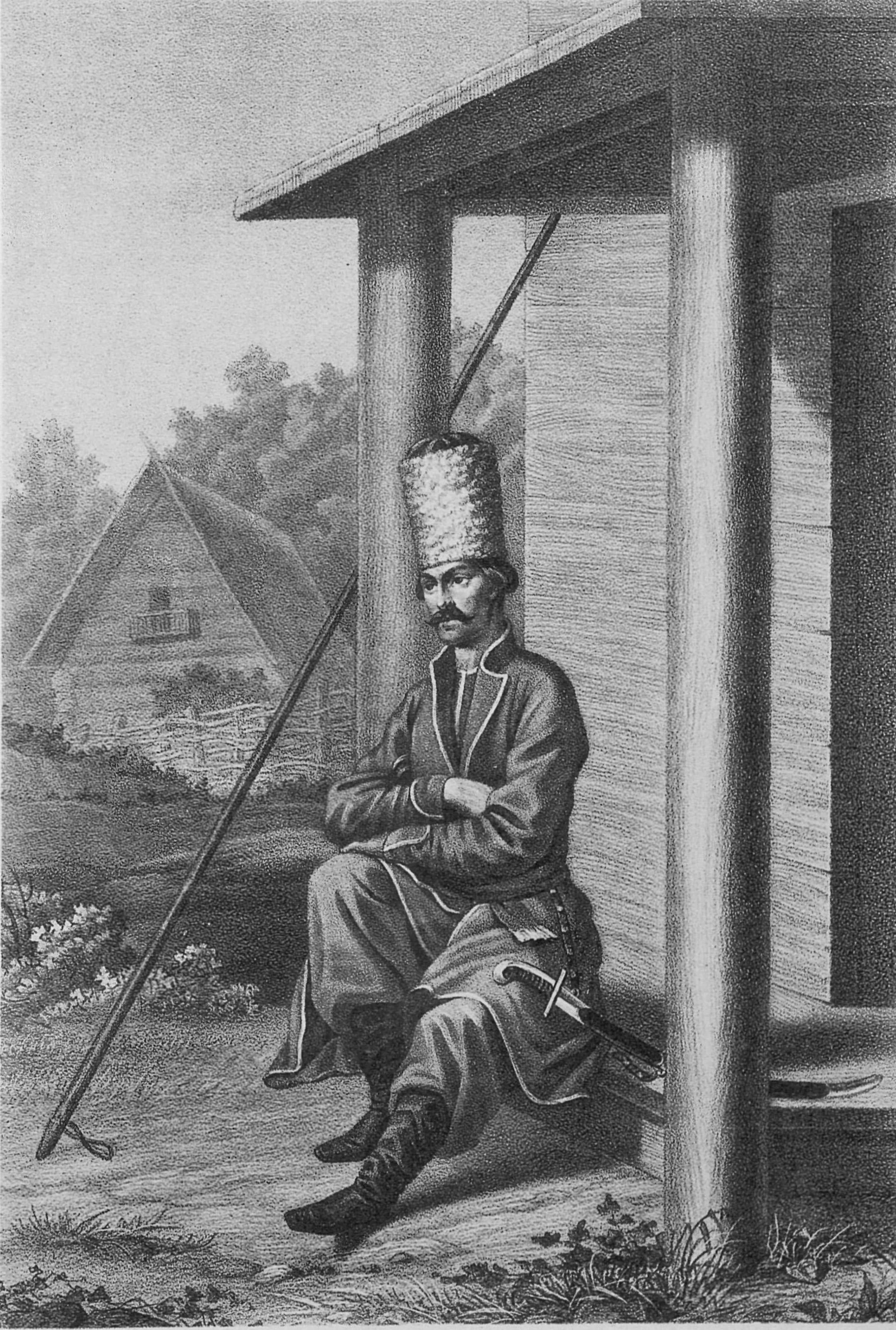
Казак Крепости Св. Димитрия, 1774 года.

Крепость Святого Димитрия Ростовского — фортификационное сооружение Российской империи. Названа в честь святого Димитрия Ростовского. Крепость святого Димитрия Ростовского в середине XVIII века имела большое военно-стратегическое значение и была самой мощной среди южных крепостей России.
От названия крепости произошло название города Ростов-на-Дону.
Крепость не участвовала напрямую в военных действиях; по окончании русско-турецкой войны 1768—1774 годов эта крепость потеряла значение пограничного укрепления.
Из неё и её предместий к 1811 году был образован город Ростов-на-Дону.
В 1835 году гарнизон и военное имущество Ростовской крепости были переведены в Анапу. Валы и бастионы были сровнены с землёй к концу XIX века.

## Расположение
Крепость располагалась между нынешним проспектом Чехова, Крепостным переулком, улицами Горького и Станиславского.

## Строительство
В 1740-х годах возникла необходимость создания на Дону укрепления для защиты Темерницкой таможни. Существовавшая тогда крепость Святой Анны находилась довольно далеко — за Черкасском, и её главным предназначением был контроль над казаками, а не защита внешних границ.
В 1744 году капитан Сипягин доложил о выборе места для строительства укреплений близ урочища Богатый источник. Сенат отверг первые семь проектов, но после того, как были одобрены два проекта (каменных и земляных укреплений),
20 декабря 1760 года гарнизон крепости Святой Анны был переведён на новое место. 6 (17) апреля 1761 года императрица Елизавета Петровна своим указом присвоила новой крепости имя св. Димитрия Ростовского , и 23 сентября того же года состоялась её закладка.
Строительством руководил военный инженер Александр Ригельман.
По указанию Ригельман для строительства крепости и в ней сооружений в 1761 году на Кизитеринской балке построили кирпичный завод. Камень для строительства добывали у Богатого источника, брёвна завозили из Леонтьевских и Глухих буераков, находящихся около рек Миус и Калмиус. Лес вырубали и сплавляли по Миусу до Миусского лимана. От лимана брёвна везли на стройку на лошадях и волах. К 1761 году в крепости насыпали семь редутов.
Земляные укрепления и основные постройки крепости были завершены в 1763 году.

## Описание
Крепость святого Димитрия Ростовского имела большое военно-стратегическое значение. Она была самой мощной среди южных крепостей России. Окружность крепости составляла около 3,5 км, её площадь —  около 76 гектар.

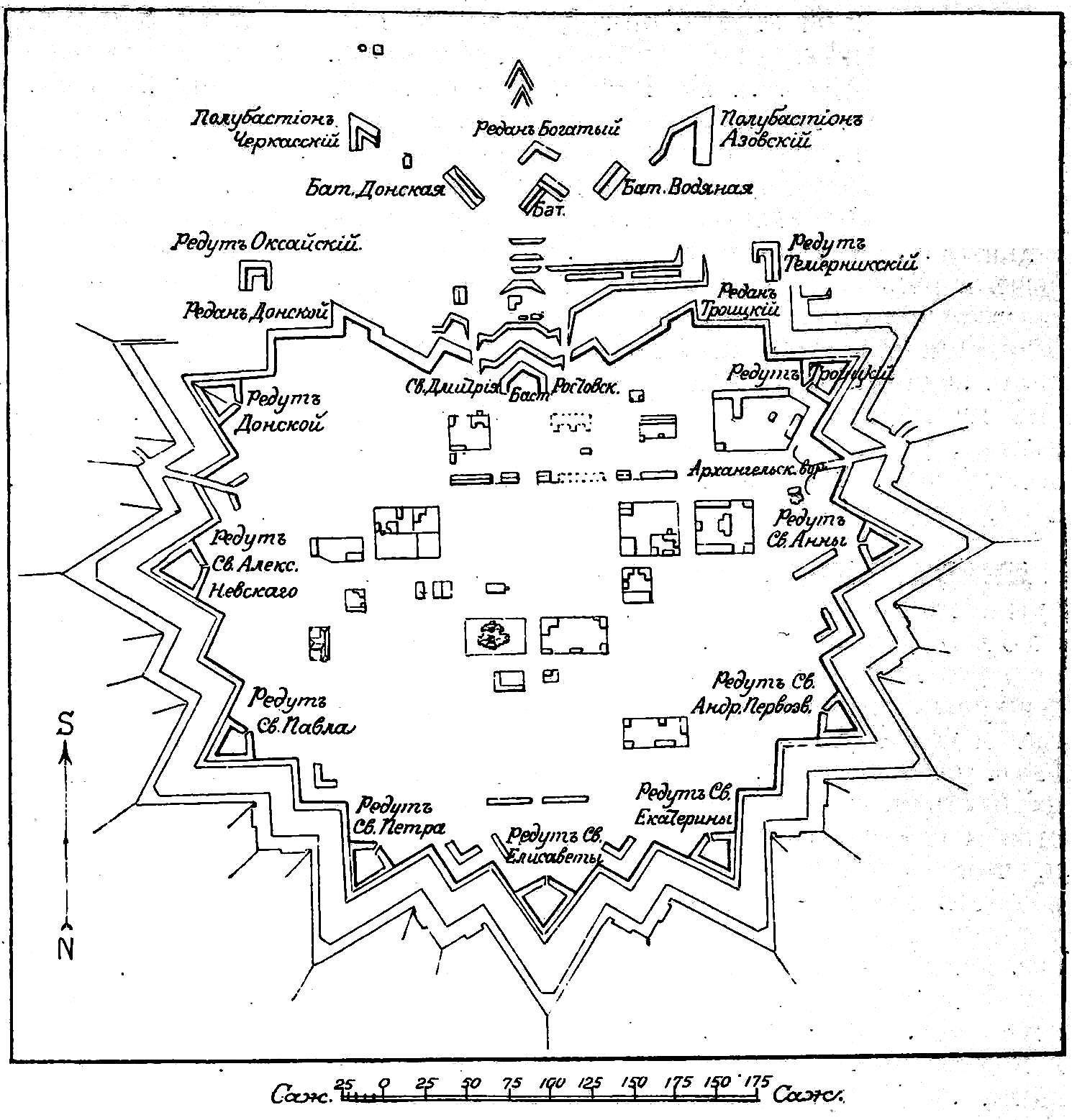
План-схема крепости
(рисунок из статьи «Дмитрия Ростовского (Святого) крепость»; «ВЭС»; 1912 год)

Крепость была звездообразной в плане и состояла из девяти редутов, окружённых рвом и соединённых восемью равелинами. Со стороны Дона крепость защищал бастион с кронверком. Ниже бастиона обрывистый берег был укреплён двумя редутами, тремя батареями и двумя полубастионами, расположенными уступами друг над другом. Общая протяжённость фронта укреплений составила 3,5 километра. В Крепостной стене было двое ворот — с западной и восточной стороны. Редуты имели названия: Троицкий, Аннинский, Андрея Первозванного, Екатерининский, Елизаветинский, Петровский, Павловский, Александра Невского, Донской.
Крепость была вооружена 238 орудиями.
На территории крепости были возведены пороховые, артиллерийские и провиантские склады, 28 солдатских казарм и военные лазареты, а также офицерские дома и дома ремесленников и купцов.
В крепость вели двое ворот. На западе крепости были Архангельские ворота, на востоке — Георгиевские. Улицы внутри крепости, шириной от 10 до 20 метров, формировали прямоугольные кварталы. При этом широкие улицы были проложены перпендикулярно к реке. Центральная улица получила название Богатяновского переулка (современный Кировский проспект).
На центральной площади в крепости был построен Покровский собор с восьмигранным барабаном и куполом. Фасады основных административных зданий военного ведомства были построены лицом на этот собор. К концу XVIII века на территории крепости было построено пять церквей: Соборная Покровская, Казанская, Николаевская, Купеческая (Рождество-Богородичная) и храм Всех Святых.

Памятник «Основателям крепости Димитрия Ростовского»

В своё время в крепости начинал службу на праме № 5 флотоводец Фёдор Ушаков, в 1778 году крепость посетил Александр Суворов.
В 1768 году население крепости превысило пять тысяч человек.
В начале XIX века крепость обветшала, укрепления постепенно разрушались, территорию застраивали, земляные валы были срыты. В 1835 годе оружие, боеприпасы и амуницию перевезли в Анапскую крепость.

## Памятник
Памятник основателям крепости был открыт 15 декабря 2009 года — в год официального 260-летия Ростова-на-Дону — на пересечении Большой Садовой улицы и Крепостного переулка. Среди фигур на постаменте: строитель Александр Ригельман, первый комендант крепости Сомов, атаман войска Донского Данила Ефремов и купец Хастанов (начальник Темерницкой таможни).